# مشرعة (تعز)
مشرعه هي إحدى قرى الجمهورية اليمنية. تتبع جغرافيا لمحافظة تعز وإداريًا لمديرية مشرعه وحدنان. يبلغ تعداد سكانها 1486 نسمة حسب الإحصاء الذي أجري عام 2004.